# Ibrahima Sory Keita
Ibrahima Sory Keita   (Conakry, 30 de novembre de 1944), conegut com a Petit Sory, fou un futbolista guineà de les dècades de 1960 i 1970.
Fou internacional amb la selecció de futbol de Guinea. Pel que fa a clubs, destacà a Hafia FC.